# Alberto Sordi

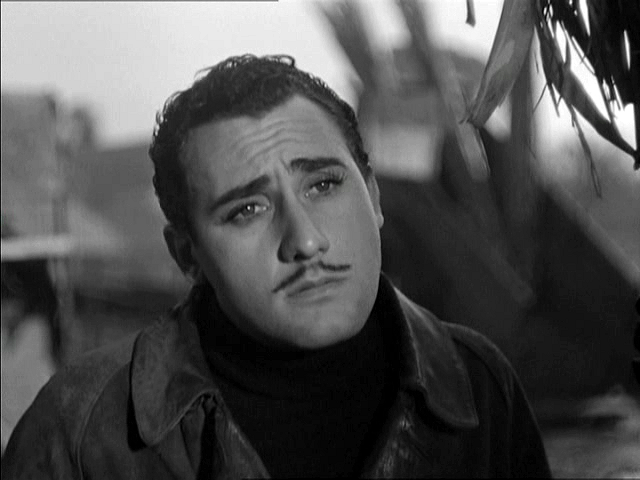
Alberto Sordi i Sotto il sole di Roma (1948).

Alberto Sordi, född 15 juni 1920 i Rom, död 25 februari 2003, var en italiensk skådespelare, röstskådespelare, sångare, kompositör, komiker, regissör och manusförfattare.

## Karriär
Han vann en Golden Globe Award 1964 för sin roll i komedifilmen Kärlek i Stockholm (1963). Han hade även en viktig roll i filmen Dessa fantastiska män i sina flygande maskiner (1965).
Han ägnade sig även åt filmdubbning, och är som röstskådespelare mest känd som den italienska rösten till Oliver Hardy i Helan och Halvans filmer.
Med anledning av hundraårsjubileet för hans födelse hade den biografiska filmen Permette? Alberto Sordi premiär år 2020.

## Filmografi i urval
- 1952 – Den vita shejken (Lo sceicco bianco)
- 1953 – Gänget
- 1954 – Un americano a Roma (även manus)
- 1957 – Farväl till vapnen
- 1959 – Det stora kriget
- 1959 – Nasarna
- 1960 – Il vigile
- 1960 – Vägen tillbaka
- 1961 – Una vita difficile
- 1961 – Oss fiender emellan
- 1962 – Mafioso
- 1963 – Kärlek i Stockholm
- 1965 – Dessa fantastiska män i sina flygande maskiner
- 1967 – Häxorna
- 1968 – Il medico della mutua (även manus)
- 1972 – Lo scopone scientifico
- 1977 – Un borghese piccolo piccolo
- 1977 – I nuovi mostri
- 1981 – Il marchese del grillo (även manus)
- 1982 – In viaggio con papà (även manus och regi)
- 1986 – Troppo forte (även manus)